# (454) Mathesis
(454) Mathesis – planetoida z pasa głównego asteroid okrążająca Słońce w ciągu 4 lat i 96 dni w średniej odległości 2,63 j.a. Została odkryta 28 marca 1900 roku w Landessternwarte Heidelberg-Königstuhl w Heidelbergu przez Arnolda Schwassmanna. Nazwa planetoidy pochodzi z języka greckiego (uczenie się) a została nadana z okazji 300 rocznicy powstania Towarzystwa Matematycznego w Hamburgu założonego w 1690 roku. Przed jej nadaniem planetoida nosiła oznaczenie tymczasowe (454) 1900 FC.